# Scheepvaarthuis
La Scheepvaarthuis (« Maison de la Marine » en néerlandais) est un immeuble d'Amsterdam situé sur le Prins Hendrikkade et qui fut construit pour abriter les bureaux et le siège social de six entreprises de transport maritime amstellodamoises. Construit sur la pointe ouest de l'île artificielle de Waalseiland, il est considéré comme l'un des tout premiers bâtiments représentatifs de l'École d'Amsterdam. Il est inscrit au registre des rijksmonumenten depuis 1974. Le bâtiment accueille aujourd'hui l'un des hôtels les plus luxueux de la ville, le Grand Hotel Amrâth Amsterdam.

## Histoire
La construction du bâtiment fut ordonnée par six compagnies de transport maritime basées dans la ville: la Stoomvaart-Maatschappij Nederland (SMN), la Koninklijke Paketvaart Maatschappij (KPM), la Java-China-Japan Lijn (JCJL), la Koninklijke Nederlandse Stoomboot-Maatschappij (KNSM) ainsi que sa filiale, la Nieuwe Rijnvaart Maatschappij (NRM) et la Koninklijke West-Indische Maildienst (KWIM). Afin de financer les travaux de construction, une société anonyme disposant d'un capital de 1 000 000 de florins fut créée en 1911, la NV Kantoorgebouw Het Scheepvaarthuis. Le bâtiment fut achevé en 1916.